# Tenmu
Tenmu (天武天皇?, Tenmu-tennō; 631 circa – 1º ottobre 686) è stato un imperatore giapponese.
Quarantesimo imperatore del Giappone, regnò dal 672 fino alla sua morte.

## Biografia
Era figlio degli imperatori Jomei e Kōgyoku, nonché fratello dell'imperatore Tenji. Nacque principe Oama (大海人皇子?) e diventando imperatore assunse il nome di Tenmu.
Suo fratello Tenji, non avendo figli, lo dichiarò principe ereditario e gli fece sposare le sue due figlie, le principesse Sarara e Ota.
Poi Tenji ebbe un figlio, Otomo, e voleva farlo diventare suo erede al trono; per soddisfare il desiderio del fratello il principe Oama rinunciò alle aspirazioni al trono e divenne monaco buddhista. Poi si recò alla montagna di Yoshino nel sud della provincia di Yamato (oggi prefettura di Nara) che era lontana dalla capitale Ōtsu nella provincia d'Omi (oggi prefettura di Shiga), portando con sé la moglie e i figli.
Alla morte di Tenji, suo figlio il principe Ōtomo salì al trono.
Ma Oama impugnò la armi, lasciò Suzuka nella provincia d'Ise, ad oriente di Yamato, sconfisse Otomo nella battaglia di Jinshin e salì al trono con il nome di Tenmu.
In seguito spostò la capitale nella provincia di Yamato e la chiamò Asukakiyomihara.
Introdusse il sistema politico dalla Cina, ed anche il sistema amministrativo.
Ebbe molti figli:
- principe Kusakabe - dall'imperatrice Sarara, figlia di Tenji
- principessa Oku, principe Otsu - dalla principessa Ota, figlia di Tenji
- principi Naga e Yuge - dalla principessa Oe, figlia di Tenji
- principe Toneri - dalla principessa Nitabe, figlia di Tenji
- principessa Tajima - da Hikame, figlia di Fujiwara no Kamatari
- principe Nitabe - da Ioe, figlia di Fujiwara no Kamatari
- principessa Tochi - da Nukata
- principe Takechi - da Amako
- nonché i principi Osakabe, Siki e le principesse Hasusebe, Tabi e altri.

Nonostante la vasta progenie, alla sua morte gli successe la moglie, l'imperatrice Sasara.